# Muromzewo (Omsk)
Muromzewo (russisch Муромцево) ist eine Siedlung städtischen Typs in der Oblast Omsk (Russland) mit 10.776 Einwohnern (Stand 14. Oktober 2010).

## Geographie
Die Siedlung liegt im Südosten des Westsibirischen Tieflands, etwa 200 km Luftlinie nordöstlich der Oblasthauptstadt Omsk vorwiegend am linken Ufer des Irtysch-Nebenflusses Tara.
Muromzewo ist Verwaltungszentrum des gleichnamigen Rajons Muromzewo.

## Geschichte
Die russische Besiedlung des zuvor ausschließlich von Turkvölkern bewohnten Gebietes um die heutige Siedlung begann mit dem Eintreffen von Kosaken aus Tara 1667 oberhalb des Tara-Nebenflusses Bergamak.  Muromzewo selbst wurde 1707 gegründet. Durch seine Lage an einem Zweig des Sibirischen Trakts entwickelte es sich zu einem lokalen Handelszentrum. Insbesondere im 19. Jahrhundert kamen zahlreiche Umsiedler aus den zentralrussischen Gouvernements Smolensk, Rjasan, Pensa und Tambow in das Gebiet.
Im Rahmen einer Verwaltungsreform wurde Muromzewo 1924 Verwaltungszentrum eines Rajons. 1968 erhielt es den Status einer Siedlung städtischen Typs.

### Bevölkerungsentwicklung
| Jahr | Einwohner |
| ---- | --------- |
| 1939 | 2.823     |
| 1959 | 4.547     |
| 1970 | 9.329     |
| 1979 | 9.870     |
| 1989 | 11.452    |
| 2002 | 11.283    |
| 2010 | 10.776    |

Anmerkung: Volkszählungsdaten

## Kultur und Sehenswürdigkeiten
In Muromzewo sind eine Reihe von hölzernen Kaufmannshäusern mit Schnitzereien aus dem 19. Jahrhundert erhalten, ebenso eine Moschee aus der Mitte des 19. Jahrhunderts und eine Kirche von 1905. Fünf Kilometer vom Ort entfernt befindet sich der denkmalgeschützte Gebäudekomplex einer Wodkabrennerei („Winokurenny sawod“) aus dem Jahre 1894.
Seit 1985 gibt es in Muromzewo ein Heimatmuseum.

## Wirtschaft und Infrastruktur
In Muromzewo als Zentrum eines Landwirtschaftsgebietes überwiegen Betriebe der Lebensmittelindustrie.
Durch die Siedlung führt eine Regionalstraße, die Bolscheretschje an der R392 Omsk – Tara – Tobolsk mit Sedelnikowo verbindet.

## Persönlichkeiten
- Michail Uljanow (1927–2007), bedeutender Theater- und Filmschauspieler; geboren in Bergamak, gut 10 km westlich von Muromzewo
- Anastassija Tolmatschowa (* 1995), Biathletin